# Maia Lumsden
Maia Lumsden (Glasgow, 10 gennaio 1998) è una tennista britannica.

## Statistiche WTA

### Doppio

#### Sconfitte (1)
| Legenda              |
| Grande Slam (0)      |
| Argenti Olimpici (0) |
| WTA Finals (0)       |
| WTA Elite Trophy (0) |
| Dal 2021             |
| WTA 1000 (0)         |
| WTA 500 (0)          |
| WTA 250 (1)          |

| N. | Data           | Torneo               | Superficie      | Compagna      | Avversarie in finale         | Punteggio |
| 1. | 21 aprile 2024 | Open de Rouen, Rouen | Terra rossa (i) | Naiktha Bains | Tímea Babos Irina Chromačëva | 3-6, 4-6  |

## Circuito WTA 125

### Doppio

#### Vittorie (3)
| N. | Data            | Torneo                            | Superficie  | Compagna        | Avversarie in finale                  | Punteggio        |
| 1. | 15 ottobre 2023 | Open de Rouen, Rouen              | Cemento (i) | Jessika Ponchet | Anna Bondár Kimberley Zimmermann      | 6-3, 7-6(4)      |
| 2. | 9 novembre 2024 | Midland Tennis Classic, Midland   | Cemento (i) | Emily Appleton  | Ariana Arseneault Mia Kupres          | 6-2, 4-6, [10-5] |
| 3. | 3 maggio 2025   | Open 35 de Saint-Malo, Saint-Malo | Terra rossa | Makoto Ninomiya | Oksana Kalašnikova Angelica Moratelli | 7-5, 6-2         |

#### Sconfitte (2)
| N. | Data             | Torneo                           | Superficie  | Compagna           | Avversarie in finale            | Punteggio |
| 1. | 11 agosto 2023   | Polish Open, Grodzisk Mazowiecki | Cemento     | Naiktha Bains      | Katarzyna Kawa Elixane Lechemia | 3-6, 4-6  |
| 2. | 17 dicembre 2023 | Open de Limoges, Limoges         | Cemento (i) | Oksana Kalašnikova | Cristina Bucșa Jana Sizikova    | 4-6, 1-6  |

## Statistiche ITF

### Singolare

#### Vittorie (3)
| Torneo $100.000 (0) |
| Torneo $80.000 (0)  |
| Torneo $75.000 (0)  |
| Torneo $60.000 (0)  |
| Torneo $50.000 (0)  |
| Torneo $40.000 (0)  |
| Torneo $25.000 (1)  |
| Torneo $15.000 (2)  |
| Torneo $10.000 (0)  |

| N. | Data             | Torneo                                  | Superficie  | Avversaria in finale | Punteggio     |
| 1. | 18 febbraio 2017 | AEGON Pro Series Wirral, Wirral         | Cemento (i) | Maja Chwalińska      | 6–4, 6–1      |
| 2. | 4 novembre 2017  | AEGON Pro Series Sunderland, Sunderland | Cemento (i) | Freya Christie       | 6–4, 6–0      |
| 3. | 10 novembre 2018 | AEGON Pro Series Shrewsbury, Shrewsbury | Cemento (i) | Valeria Savinykh     | 6–1, 4–6, 6–3 |

#### Sconfitte (5)
| Torneo $100.000 (0) |
| Torneo $80.000 (0)  |
| Torneo $75.000 (0)  |
| Torneo $60.000 (0)  |
| Torneo $50.000 (0)  |
| Torneo $40.000 (0)  |
| Torneo $25.000 (4)  |
| Torneo $15.000 (0)  |
| Torneo $10.000 (1)  |

| N. | Data              | Torneo                                                   | Superficie  | Avversaria in finale | Punteggio     |
| 1. | 1º febbraio 2016  | AEGON Pro Series Glasgow, Glasgow                        | Cemento (i) | Anna Zaja            | 4-6, 3-6      |
| 2. | 4 febbraio 2018   | GB Pro-Series Glasgow, Glasgow                           | Cemento (i) | Paula Badosa Gibert  | 6-2, 1-6, 3-6 |
| 3. | 26 maggio 2019    | ITF NH NongHyup Goyang Women's Challenger Tennis, Goyang | Cemento     | Natalija Kostić      | 3-6, 2-6      |
| 4. | 1º settembre 2019 | In Honor of Eric Marshall, Kiryat Shmona                 | Cemento     | Dar'ja Snigur        | 1-6, 4-6      |
| 5. | 30 luglio 2022    | Nottingham Tennis Centre, Nottingham                     | Cemento     | Priscilla Hon        | 3-6, 6-3, 3-6 |

### Doppio

#### Vittorie (11)
| Torneo $100.000 (0) |
| Torneo $80.000 (0)  |
| Torneo $75.000 (0)  |
| Torneo $60.000 (2)  |
| Torneo $50.000 (0)  |
| Torneo $40.000 (1)  |
| Torneo $25.000 (5)  |
| Torneo $15.000 (3)  |
| Torneo $10.000 (0)  |

| N.  | Data             | Torneo                                    | Superficie  | Compagna         | Avversarie in finale                      | Punteggio           |
| 1.  | 15 aprile 2017   | Hammamet Open, Hammamet                   | Terra rossa | Panna Udvardy    | Fernanda Brito Fanny Östlund              | 6–4, 5–7, [10–4]    |
| 2.  | 27 ottobre 2017  | AEGON Pro Series Wirral, Wirral           | Cemento (i) | Samantha Murray  | Alicia Barnett Laura Sainsbury            | 6–4, 6–3            |
| 3.  | 3 novembre 2017  | AEGON Pro Series Sunderland, Sunderland   | Cemento (i) | Eleni Kordolaimi | Alicia Barnett Sarah Beth Grey            | 2–6, 6–2, [11–9]    |
| 4.  | 14 maggio 2022   | Nottingham Tennis Centre, Nottingham      | Cemento     | Naiktha Bains    | Kimberly Birrell Alexandra Osborne        | 3-6, 7-6(5), [11-9] |
| 5.  | 15 luglio 2022   | British Tennis Open, Roehampton           | Cemento     | Naiktha Bains    | Lauryn John-Baptiste Katarína Strešnáková | 6-1, 7-6(4)         |
| 6.  | 8 ottobre 2022   | Empire Women's Indoor, Trnava             | Cemento (i) | Mariam Bolkvadze | Diāna Marcinkēviča Conny Perrin           | 6-2, 6-3            |
| 7.  | 17 febbraio 2023 | GB Pro-Series Glasgow, Glasgow            | Cemento (i) | Ella McDonald    | Dominika Šalková Anna Sisková             | 3–6, 6–1, [13–11]   |
| 8.  | 22 aprile 2023   | GB Pro Series Nottingham, Nottingham      | Cemento     | Naiktha Bains    | Rutuja Bhosale Ankita Raina               | 6-1, 6-4            |
| 9.  | 29 aprile 2023   | Ladies Open de Calvi-Eaux de Zilla, Calvi | Cemento     | Naiktha Bains    | Estelle Cascino Ankita Raina              | 6-4, 3-6, [10-7]    |
| 10. | 5 maggio 2023    | GB Pro Series Nottingham, Nottingham      | Cemento     | Naiktha Bains    | Lu Jiajing Elena Malõgina                 | 4-6, 6-4, [10-6]    |
| 11. | 28 ottobre 2023  | GB Pro-Series Glasgow, Glasgow            | Cemento (i) | Francisca Jorge  | Freya Christie Olivia Gadecki             | 6-3, 6-1            |

#### Sconfitte (8)
| Torneo $100.000 (1) |
| Torneo $80.000 (0)  |
| Torneo $75.000 (0)  |
| Torneo $60.000 (1)  |
| Torneo $50.000 (0)  |
| Torneo $40.000 (0)  |
| Torneo $25.000 (4)  |
| Torneo $15.000 (2)  |
| Torneo $10.000 (0)  |

| N. | Data              | Torneo                                    | Superficie  | Compagna          | Avversarie in finale                   | Punteggio           |
| 1. | 18 agosto 2017    | Warmia Mazury Open, Mrągowo               | Terra rossa | Anastasija Šošjna | Angelica Moratelli Jade Suvrijn        | 4–6, 4–6            |
| 2. | 22 settembre 2017 | Varna Ladies Open, Varna                  | Terra rossa | Julija Stamatova  | Dia Evtimova Michaela Boev             | 6–2, 6(5)–7, [3–10] |
| 3. | 11 novembre 2017  | AEGON Pro Series Shrewsbury, Shrewsbury   | Cemento (i) | Katie Swan        | Freya Christie Harriet Dart            | 6-3, 4-6, [6-10]    |
| 4. | 30 ottobre 2020   | Republican Girls, Istanbul                | Cemento (i) | Melis Sezer       | Jaqueline Cristian Elena-Gabriela Ruse | 3-6, 4-6            |
| 5. | 18 giugno 2022    | Ilkley Trophy, Ilkley                     | Erba        | Naiktha Bains     | Lizette Cabrera Jang Su-jeong          | 7-6(7), 0-6, [9-11] |
| 6. | 6 agosto 2022     | GB Pro Tennis Foxhills Open, Chertsey     | Cemento     | Naiktha Bains     | Freya Christie Ali Collins             | 3-6, 3-6            |
| 7. | 27 agosto 2022    | British Tennis Open, Roehampton           | Cemento     | Naiktha Bains     | Rutuja Bhosale Erika Sema              | 6-4, 3-6, [9-11]    |
| 8. | 30 marzo 2024     | Open de Seine-et-Marne, Croissy-Beaubourg | Cemento (i) | Jessika Ponchet   | Estelle Cascino Alex Eala              | 5-7, 6(4)-7         |